# Lupinus grayi
Lupinus grayi är en ärtväxtart som beskrevs av Sereno Watson. Lupinus grayi ingår i släktet lupiner, och familjen ärtväxter. IUCN kategoriserar arten globalt som livskraftig. Inga underarter finns listade i Catalogue of Life.